# Sint-Lambertuskerk (Horst)
De Sint-Lambertuskerk is een van de twee kerken van de Limburgse plaats Horst. De huidige kerk is gebouwd in 1952-1953.

## Voorgangers van de huidige kerk
Al in het jaar 1219 wordt er melding gemaakt van een kerkje te Berkele (zo heette Horst vroeger). In het jaar 1502 werd de kerk te Berkelo tot parochie verheven. De naam van het dorp is toen veranderd in Horst. Waarschijnlijk komt de naam Lambertus van de moederkerk die in 1405 voor het eerst genoemd werd.
In de jaren na de Tweede Wereldoorlog zijn er opgravingen verricht. Toen ontdekte men restanten van een oud zaalkerkje. Het schip van dat kerkje was het oudst, met een later aangebouwd koor, dat later vervangen is door een groter gotisch koor. Rond het jaar 1400 werd er een zware westtoren gebouwd. Deze toren bleef staan tot 1944. Door de eeuwen heen is de kerk diverse malen verbreed en verlengd. In 1869 verbreedde de Roermondse architect Pierre Cuypers de noordbeuk. Toen had de kerk drie even brede beuken. In 1925 werden door de architect Caspar Franssen de zijbeuken verlengd, zodat alle drie de schepen even lang waren. Ze werden ook voorzien van polygonale sluitingen.
Op 12 oktober 1944 werden door de Duitsers de kerk en de gebouwen eromheen beschoten. Hierdoor vloog de kerk in brand. De burgers probeerden de brand te blussen en er werden veel kunstvoorwerpen gered. Deze werden na de brand weer teruggeplaatst in de kerk, waarvan de gewelven nog intact waren.
Op 22 november 1944 probeerden de Duitsers de kerk op te blazen. De eerste poging mislukte, maar de tweede poging was fataal voor de Middeleeuwse kerk. De toren werd van zijn fundamenten weggeblazen, en de kunstwerken die nog in de kerk stonden werden allemaal vernield. De kunstwerken die al eerder uit de kerk waren gehaald, stonden veilig opgeslagen in de kelder van de pastorie.

## De noodkerk
De verwoeste kerk was niet meer te gebruiken. In juni 1946 werd er toestemming te geven om de restanten ervan te slopen. Tijdens de sloop kwam er een oud romaans zaalkerkje aan het licht. Dit was waarschijnlijk de eerste kerk die op deze plaats gestaan heeft.
Omdat men in Horst toch een kerk nodig had, werd de Mèrthal (Markthal) tijdelijk verbouwd tot noodkerk. Vanaf het einde van de oorlog tot aan de voltooiing van de nieuwe kerk werden hier de missen gehouden.
Tegenwoordig is de Mèrthal een evenementenhal.

## De huidige kerk
In 1948 werd een comité opgericht door Deken Debije, Pater Randag, priester-docent Piet Hoogers en burgemeester Van Grunsven. Zij bezocht rond de dertig kerken. Deze kerken waren ontworpen door architecten als Hendrik Willem Valk, Alphons Boosten en Frits Peutz. Bij iedere architect hadden ze wel plus of minpunten. Maar uiteindelijk werd Alphons Boosten als architect van de nieuw te bouwen kerk aangezocht.
Eind oktober 1948 kwamen diens eerste drie ontwerpen binnen. Deze ontwerpen werden niet goedgekeurd, waarschijnlijk omdat ze te veel op de nabijgelegen Odakerk van Melderslo leek. Omdat Boosten op dat moment in Melderslo en Grubbenvorst al kerken in aanbouw had, vreesde Debije dat de kerken te veel op elkaar zouden lijken.
In het voorjaar van 1949 kwam er weer een set bouwtekeningen binnen. Het ontwerp was een novum in zijn oeuvre. Op de tekening stonden dingen die nog nooit eerder gezien waren zoals: een atrium, en een noord-oosttoren.
Het ontwerp werd door het kerkbestuur goedgekeurd. Het plotselinge overlijden van architect Boosten in januari 1951 dreigde echter roet in het eten te gooien. Uiteindelijk werd Boosten's definitieve plan op enkele punten gewijzigd en door zijn assistent Jean Huysmans uitgevoerd.
In 1951 werd begonnen met de bouw. In 1952 kon de kerk in gebruik worden genomen. De kerk werd geconsacreerd door mgr. Lemmens.
Tussen 1952 en 1960 werd een hele reeks gebrandschilderde ramen aangebracht. De kunstenaars waren o.a Jos ten Horn, Gilles Franssen, Daan Wildschut en pater Van den Berg.

## Veranderingen aan de kerk
- In 1985 werd een zijvertrek van de crypte onder de toren in gebruik genomen als schatkamer en expositieruimte. Een aantal jaren geleden zijn de kunstvoorwerpen weer naar boven gehaald, omdat ze in de kelder te vochtig stonden.
- In 2000 werden de kinderbanken verwijderd. Op deze plaats werd een podium gebouwd, voor zanggroepen.
- De toren van de Lambertuskerk is 68 meter hoog. Dit is de hoogste kerktoren van Horst aan de Maas. De toren bezit drie luidklokken die de tonen Es1 F1 G1 dragen. De deuren zijn van hout.
- In 1976 zijn de groene knielkussentjes vervangen door bordeaux-rode kussentjes.

## Fotogalerij

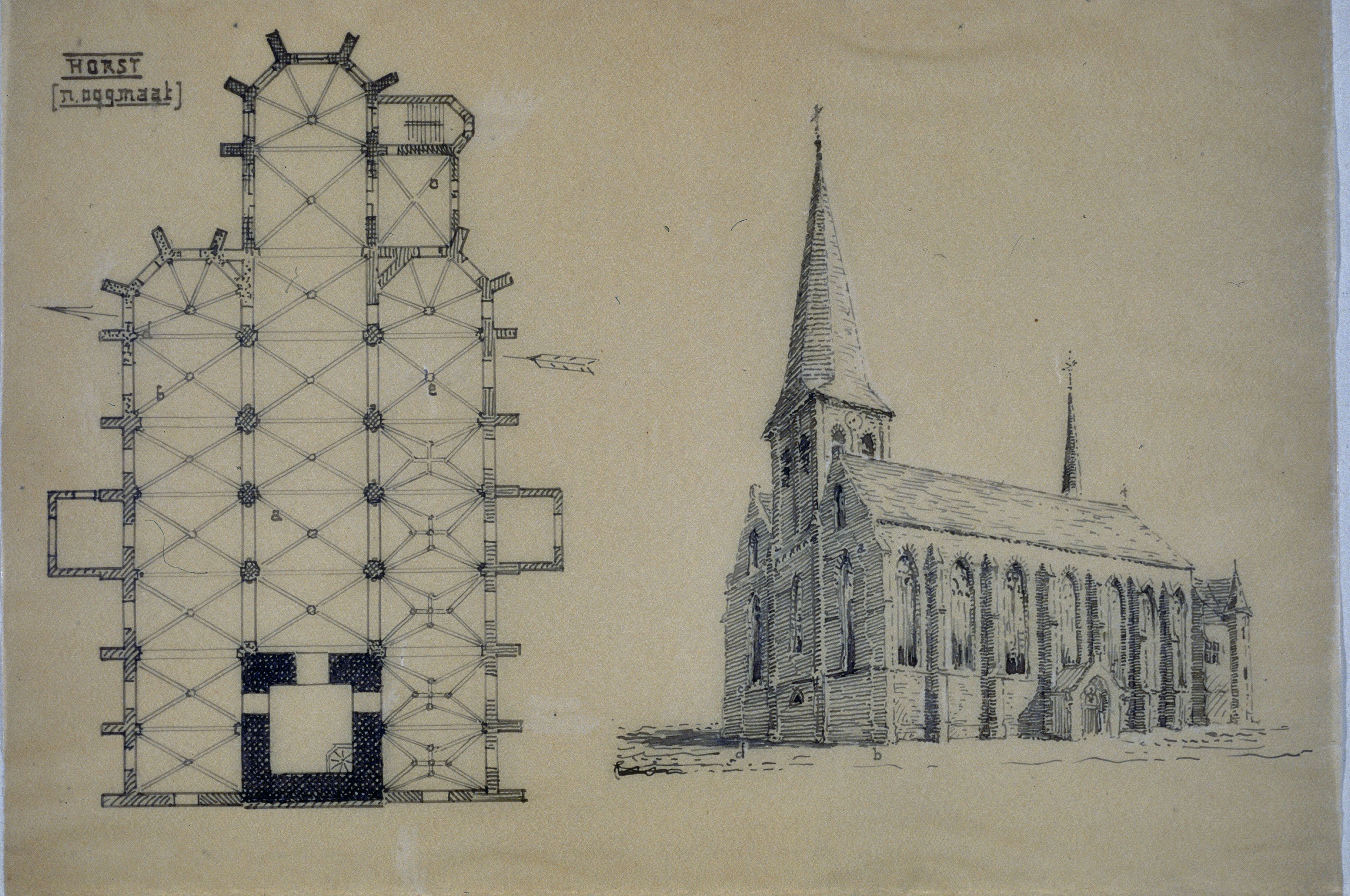
Plattegrond en afbeeldingen van de vooroorlogse kerk.
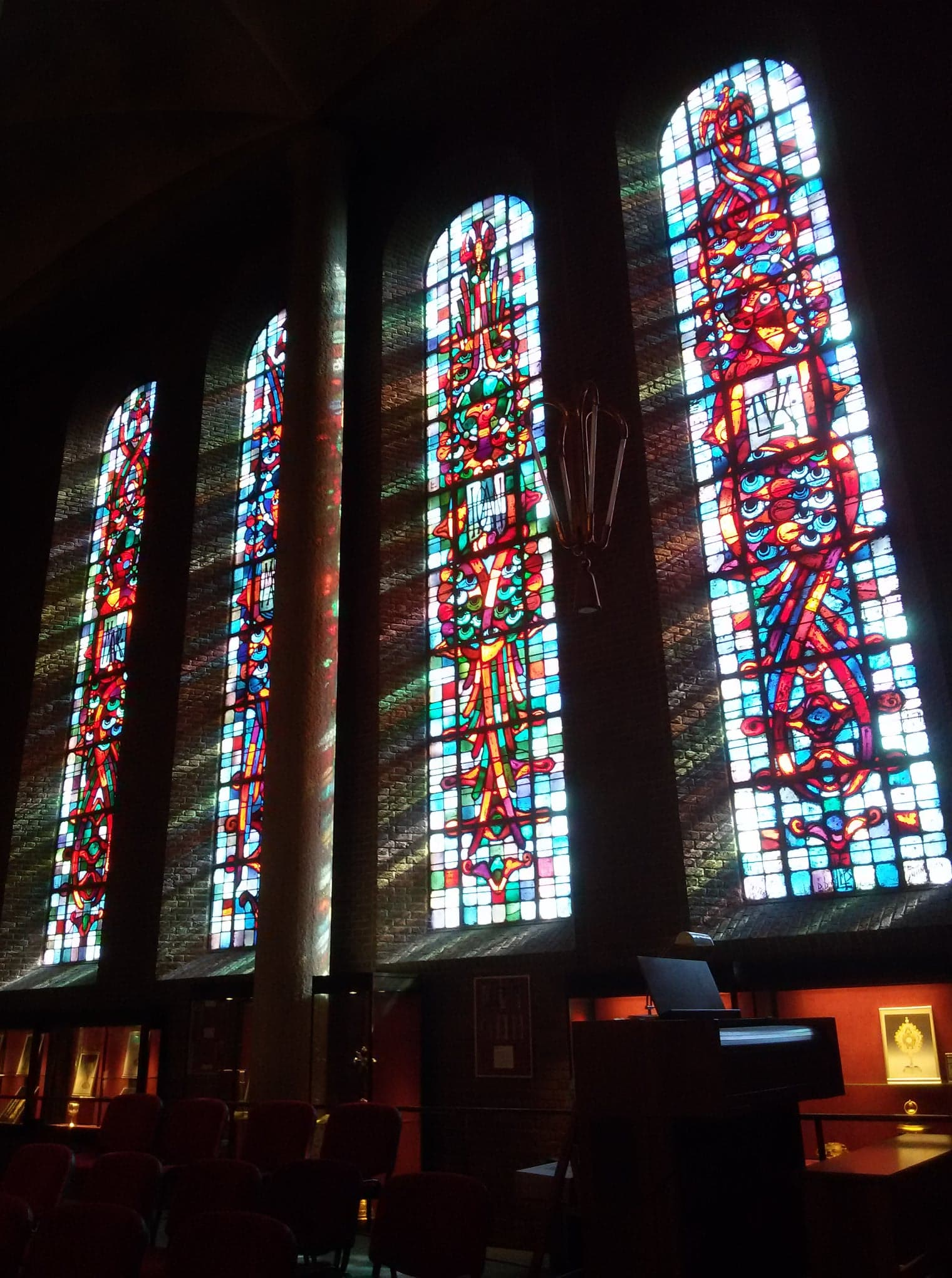
Vier gebrandschilderde ramen in de zuidgevel van de kerk. In 1954 vervaardigd door Jos ten Horn.
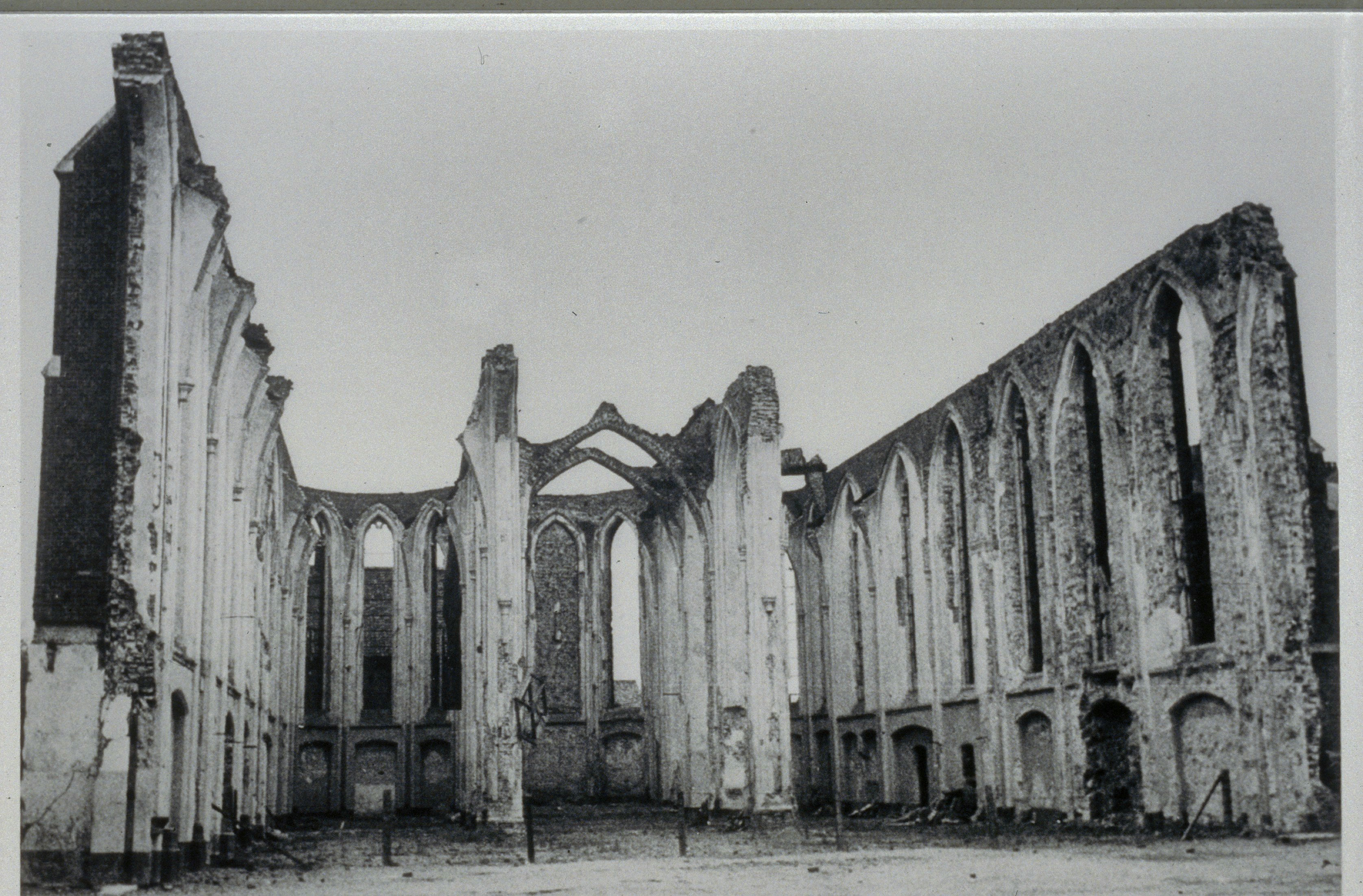
Ruïne van de vooroorlogse kerk.
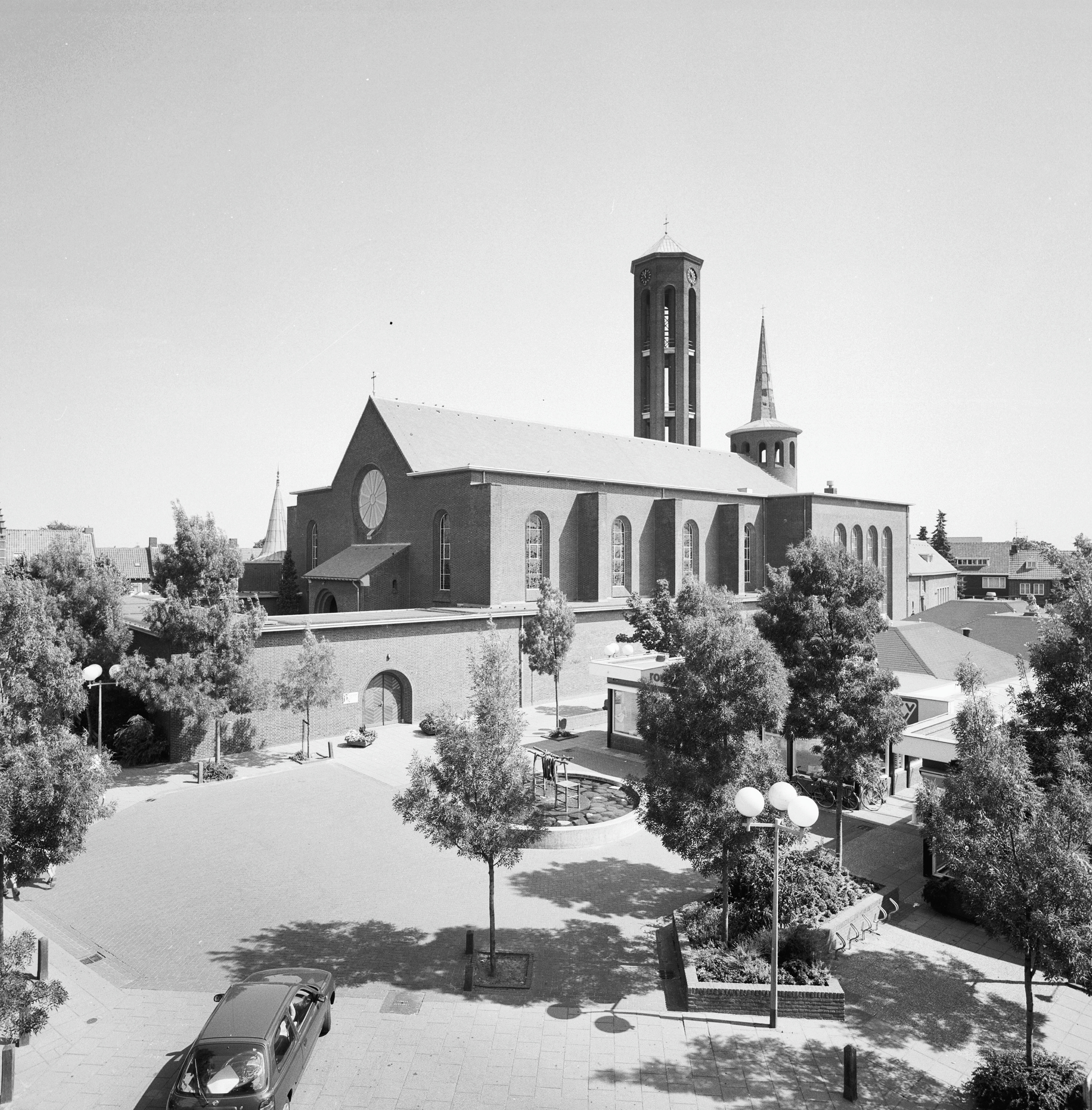
De huidige kerk in 1995, gezien vanuit het zuidwesten.
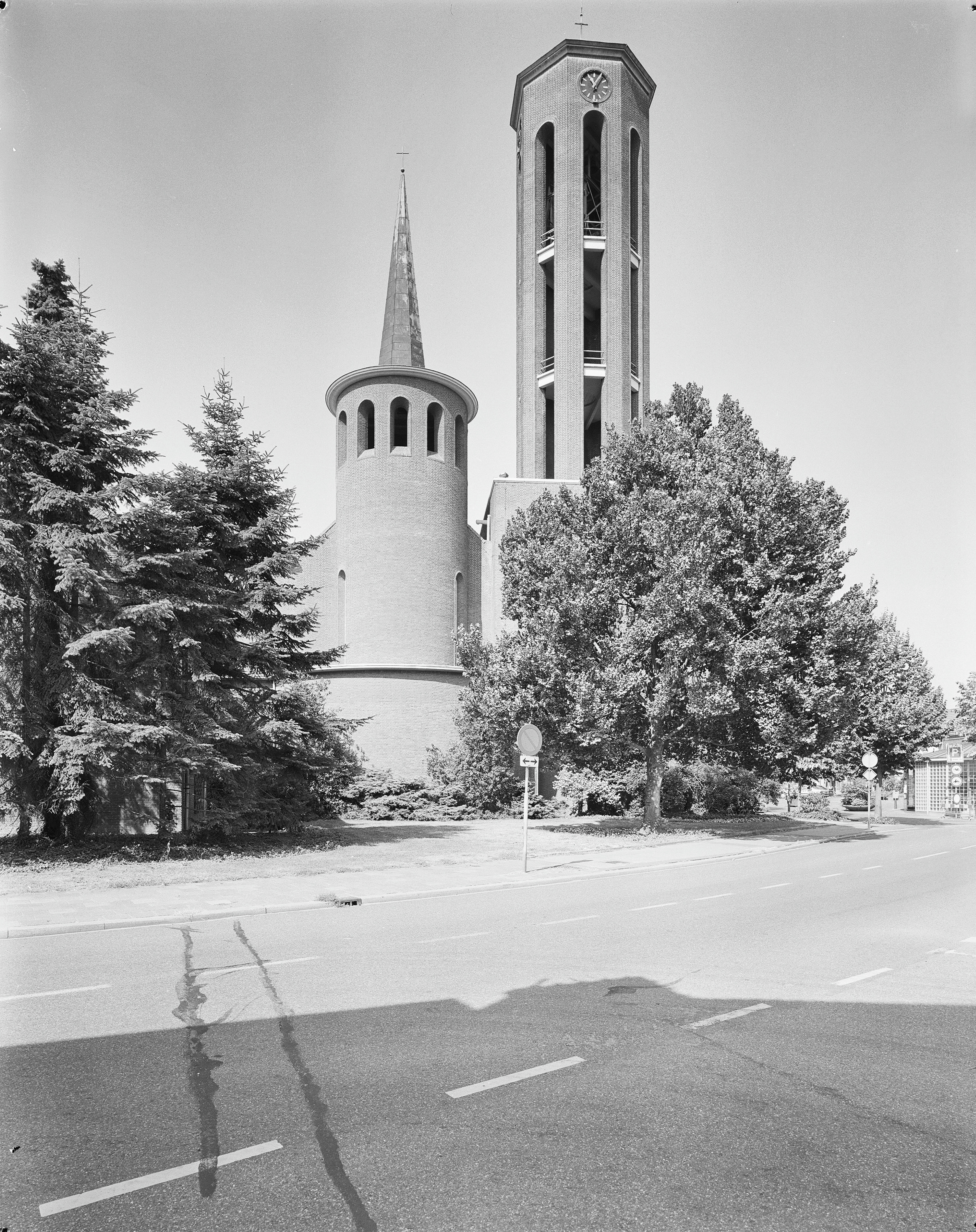
De huidige kerk in 1995, gezien vanuit het oosten.
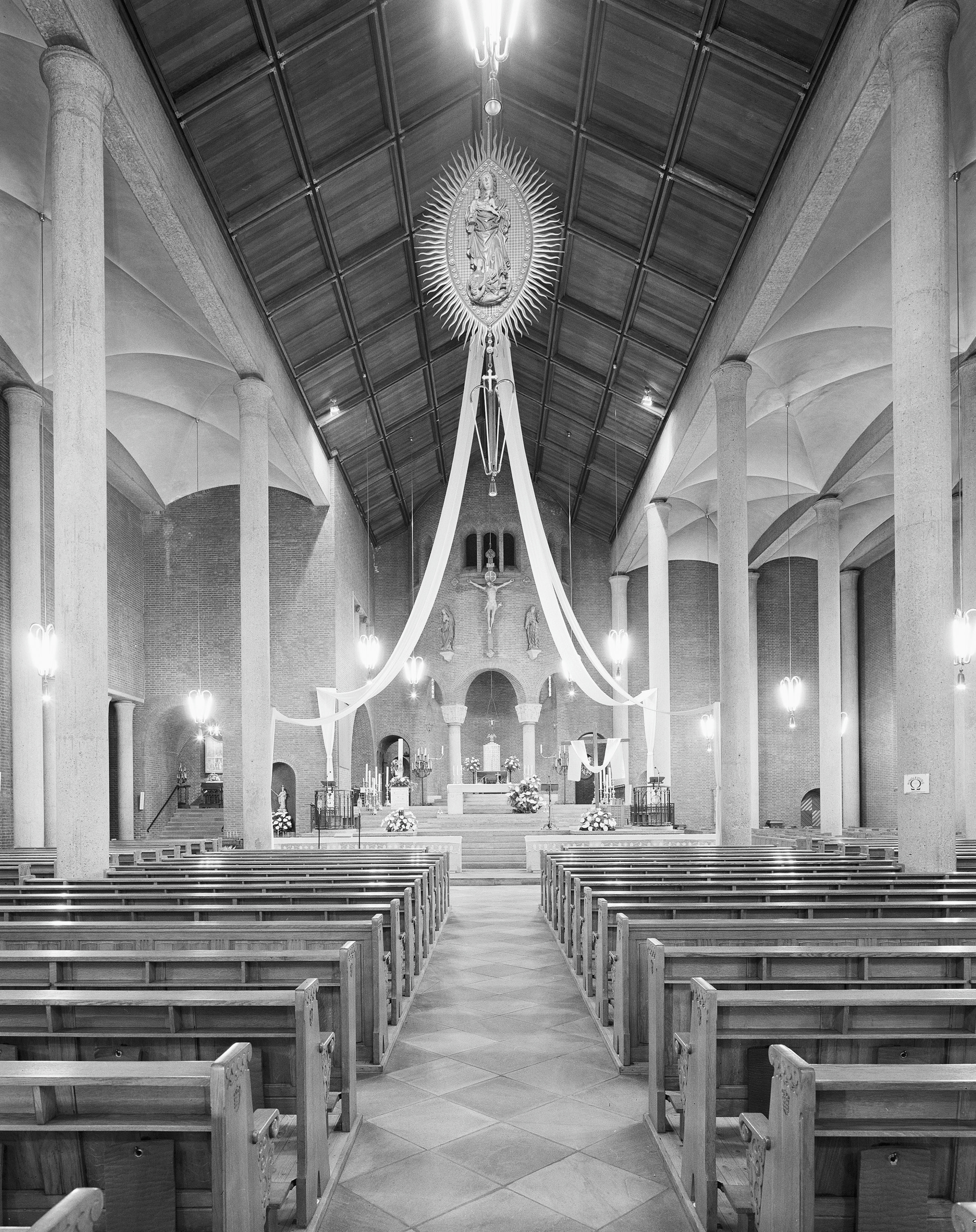
Het middenschip van de huidige kerk, gezien richting het oosten.
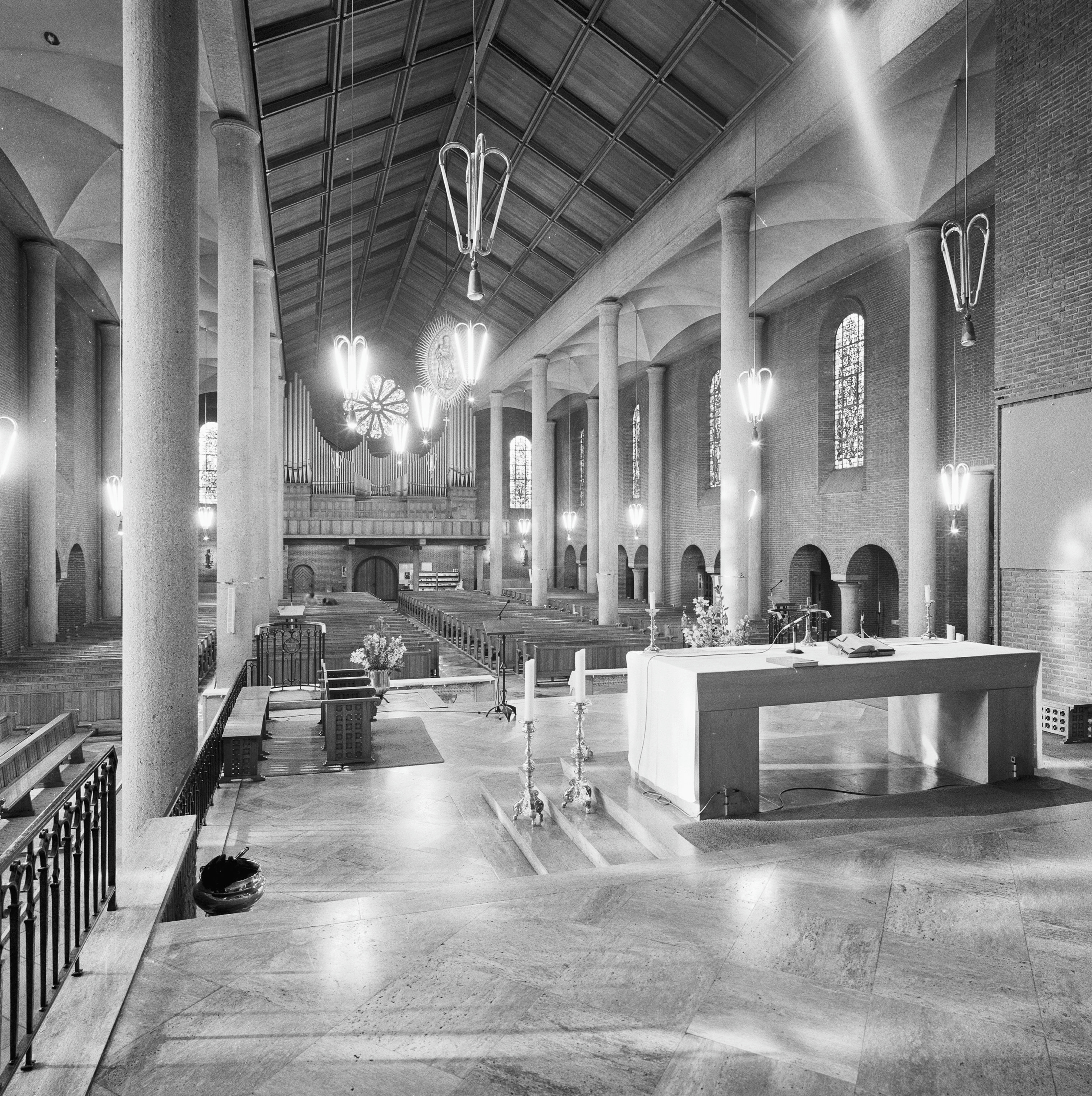
Het middenschip van de huidige kerk, gezien richting het westen.
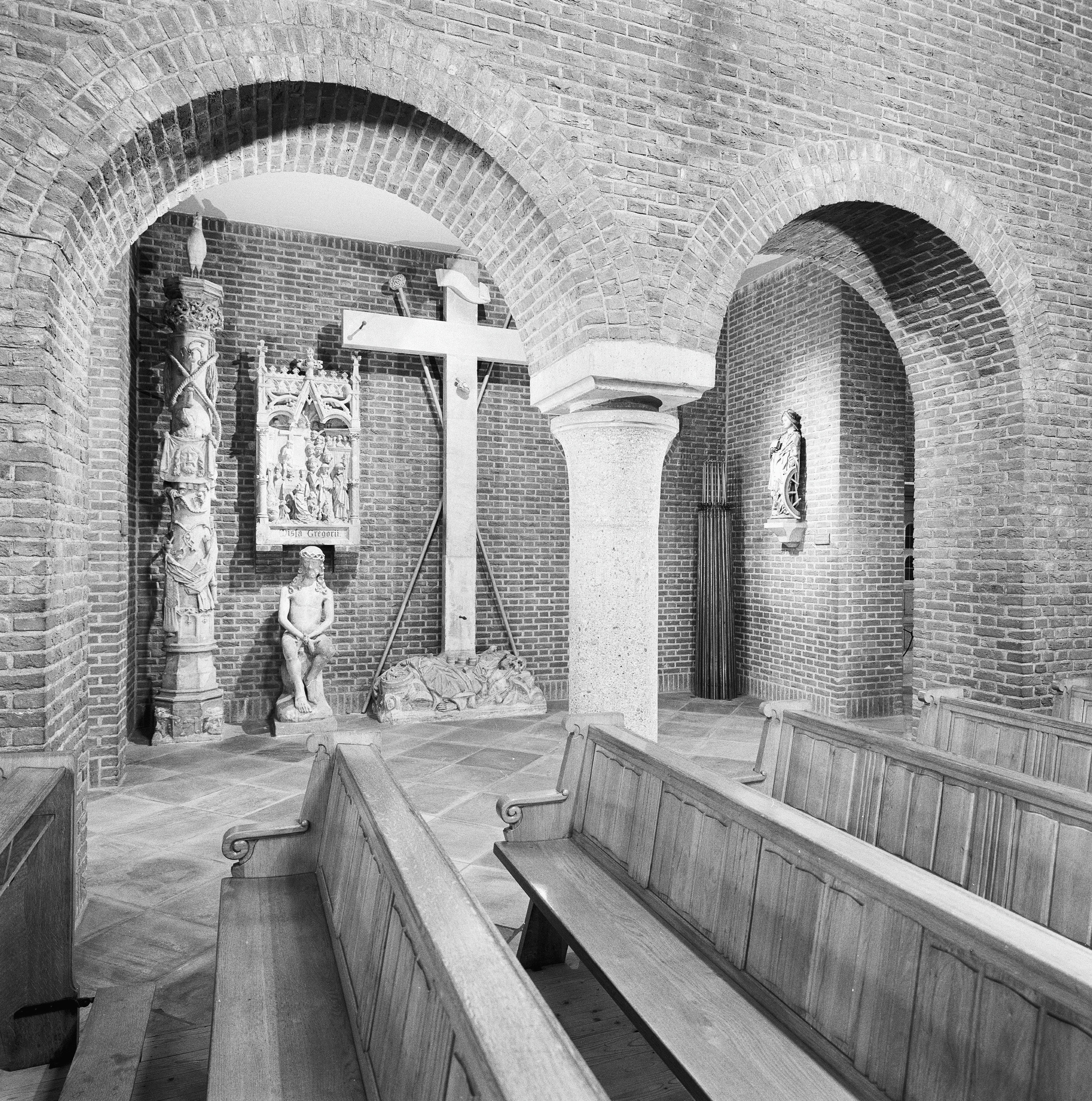
Beeldengroep in de huidige kerk.
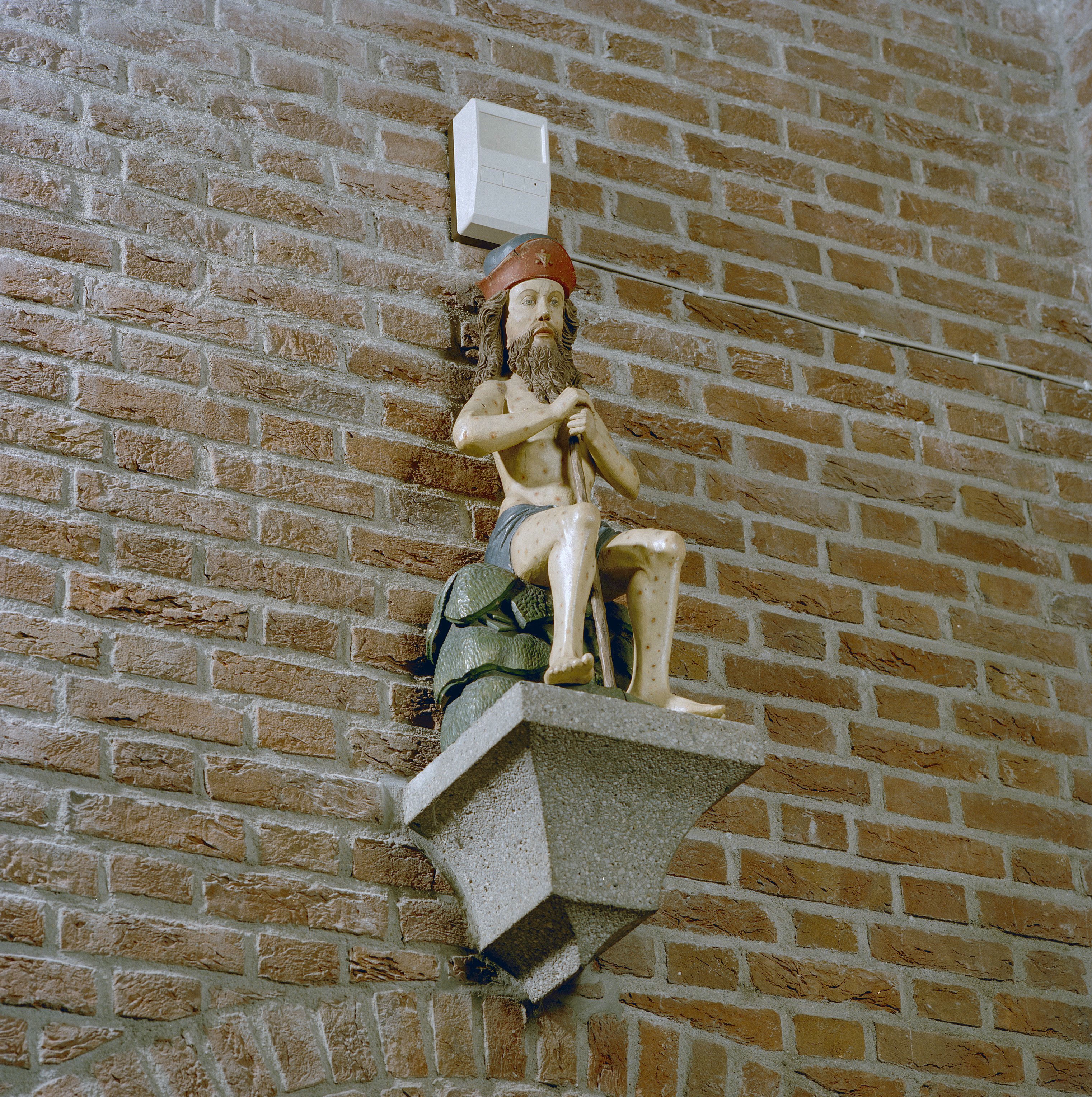
Beeld van de Heilige Job in de huidige kerk.
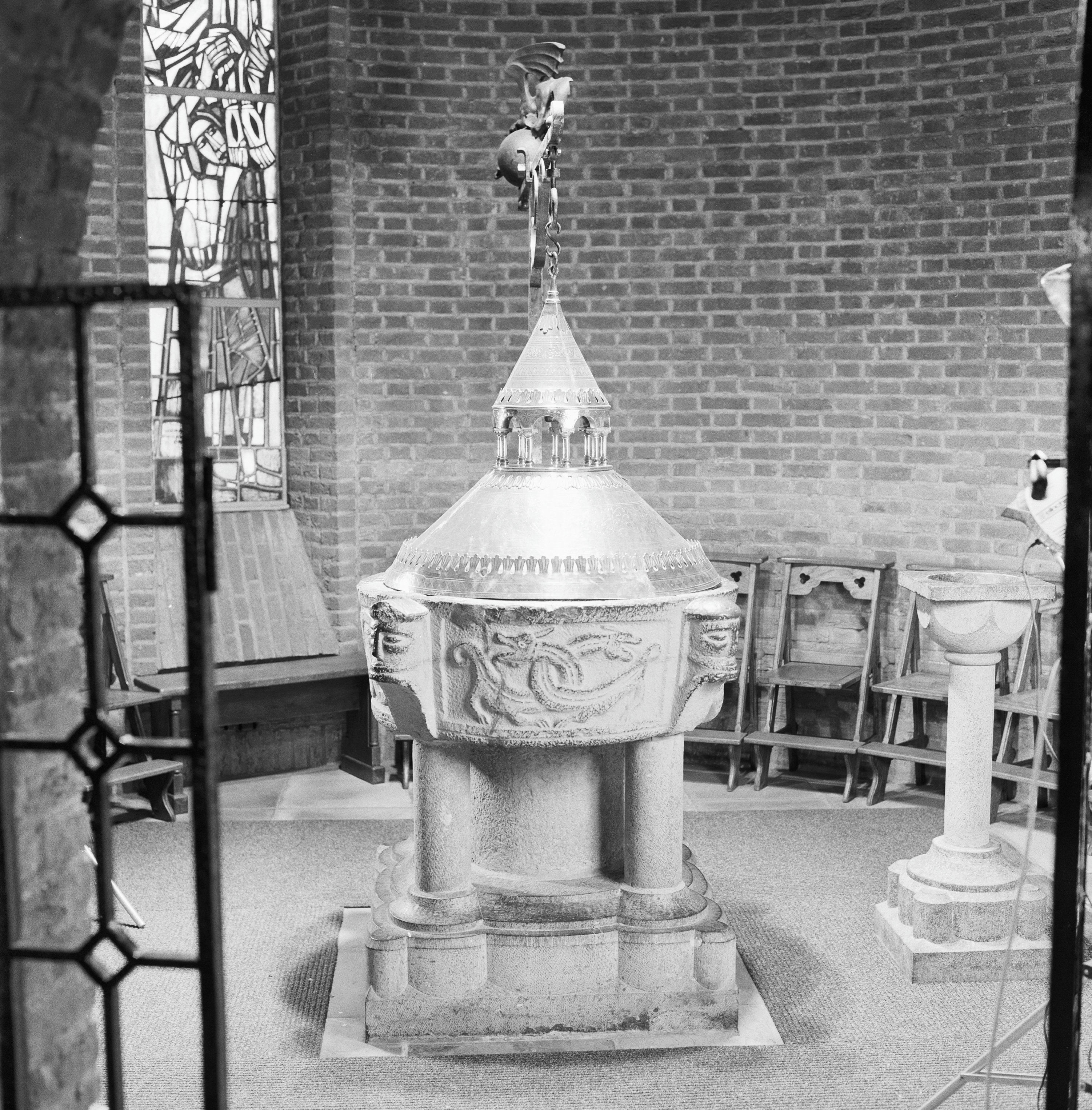
Doopvont in de doopkapel van de huidige kerk.